# Тунгурауа (провінція)
Тунґурауа (ісп. Tungurahua) — провінція в центральній частині Еквадору. Площа провінції становить 3334 км², населення - 504 583 особи. Столиця - місто Амбато. Адміністративно поділяється на 9 кантонів, включаючи столицю.

## Історія

### Землетруси
Місто Амбато було зруйноване землетрусом 1698 року, вцілілі залишки містечка було використано для відбудови на місці сучасного Амбато. Провінція часто піддавалася землетрусам та виверженням вулканів, які трапляються і в наш час (зокрема, потужні виверження в липні-серпні 2006). Найсерйознішим було виверження вулкана в 1797 році, що збіглося в часі з землетрусами і призвело до значних руйнувань міст та поселень. У 1949 році землетрус з епіцентром в провінції призвів до руйнувань більшої частини міста Амбато, сіл, розташованих неподалік, та тисяч жертв.

## Географія
Територія провінції гориста та включає в себе кілька вулканів, у тому числі вулкан Тунгурауа, ім'ям якого провінція і була названа. На південному кордоні провінції розташовані вулкани Чимборасо та Каригуайрасо. Клімат провінції сухий і помірний, значною мірою залежить від висоти місцевості. Незважаючи на близькість до екватора, вершини вулканів покриті снігом.
Головною річкою провінції є Патате, що тече в бік сходу до Амазонського лісу.

## Промисловість
Промисловість включає в себе виробництво одягу, взуття, меблів, а також харчову та хімічну промисловості.

## Кантони

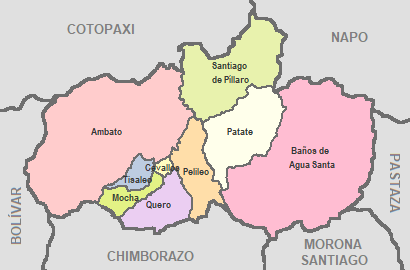
Адміністративний поділ провінції

1. Амбато
2. Баньйос
3. Керо
4. Мо́ча
5. Патате
6. Пелілео
7. Пільяро
8. Севальйос
9. Тісалео